# Эрнандес, Джонатан
Джонатан Эрнандес (англ. Jonathan Hernandez, род. 1972, живёт и работает в Мехико, Мексика) — современный мексиканский художник.

## Творчество
При создании коллажей Джонатан Эрнандес вырезает образы из журналов и газет, убирая их из оригинального контекста, а затем компонует по формальному признаку, например: цепочки ассоциации в Vulnerabilia (2006-08), круглые формы в Estado vacioso (2008). Одна из его последних работ - настенный рельеф «Intencion/Intuicion» (2007), которую он создал для своей первой выставки в США. Выставка «Licht und Schatten» в галерее MC в Лос-Анджелесе заимствует своё название из эссе Витгенштейна, в котором автор сравнивает свет со знанием. В пустом пространстве галереи с одной стороны белой стены выступает кулак в натуральную величину, с обратной стороны стены находится углубление. Выглядит это так, будто стена мягкая.

## Персональные выставки
- 2007 Licht und Schatten. MC Kunst, Лос-Анджелес, США.
- 2007 Tiempo perdido, Ganado y empatado. Fundación RAC, Pontevedra, Испания.
- 2006 Postpretérito. Sala de Arte Público Siqueiros. Мехико.
- 2006 Ven Vaivén. La Caja Negra. Мадрид, Испания.
- 2005 Juego Doble. Jonathan Hernández & Jesús Segura. Centro Cultural de España en Mexico. Мехико.
- 2004 Trafago. kurimanzutto @ 5 de May # 18 (esquina Bolívar) Мехико.
- 2003 Bon Voyage. CAC Málaga, Центр современного искусства в Малаге, Испания.
- 2002 Travelling Without Moving. Galería del Aeropuerto de la Ciudad de México, Мехико.
- 2002 Everything Is O.K. Project room, ARCO, Мадрид, Испания.
- 2001 The World Is Yours. Galerie im Parkhaus, Берлин, Германия.
- 2000 S.V.P. Galería kurimanzutto, Мехико.
- 1998 Antes Que Nada. Zacatecas #89, Мехико.
- 1996 A Perfect Vacuum. La Panadería, Мехико.
- 1995 A El Alumno. Galerías 1 y 2 de la Escuela Nacional de Artes Plásticas. UNAM, Мехико.